# Ranops
Ranops là một chi nhện trong họ Zodariidae.

## Các loài
Các loài trong chi này gồm:
- Ranops caprivi Jocqué, 1991 *
- Ranops expers (O. P.-Cambridge, 1876)